# Arquitetura na Terra Média
A arquitetura na Terra Média, o mundo fictício de J. R. R. Tolkien, é tão diversa quanto as tocas dos hobbits em Condado, as casas nas árvores de Lothlórien, os salões de madeira de Rohan [en] e as construções e fortificações de pedra de Minas Tirith, capital de Gondor. Tolkien utiliza a arquitetura de cada lugar, incluindo seu design de interiores, para fornecer pistas sobre o caráter de cada povo. A casa aconchegante do hobbit Bilbo Bolseiro, Bolsão, descrita em seu livro infantil de 1937, O Hobbit, estabelece o perfil dos hobbits como avessos a viagens fora do Condado. Em seu romance de fantasia O Senhor dos Anéis, Lothlórien demonstra a estreita integração dos Elfos com seu ambiente natural. O salão do rei de Rohan, Meduseld, reflete a afinidade dos Rohirrim com a cultura anglo-saxã, enquanto a arquitetura alta e bela de pedra de Gondor foi descrita por Tolkien como "bizantina". Em contraste, os reinos do Senhor das Trevas Sauron e do mago caído Saruman são terras devastadas ao redor de torres escuras e imponentes.
Os realizadores de filmes ambientados na Terra Média [en] desenvolveram ou modificaram as indicações de arquitetura de Tolkien para expressar suas visões dos diversos povos da Terra Média e suas culturas. Peter Jackson criou um cenário extenso do Condado com várias tocas de hobbits, um moinho e uma ponte na zona rural da Nova Zelândia, utilizados em seus filmes de O Senhor dos Anéis e O Hobbit, além de cenários elaborados de outros lugares da Terra Média usando bigatures e animação por computador. Estudiosos elogiaram a eficaz interpretação visual dos cenários da Terra Média em seus filmes. O design de produção de O Senhor dos Anéis: Os Anéis do Poder criou arquiteturas para lugares não vistos nos filmes de Jackson, como Númenor e o reino élfico de Lindon.
As obras de Tolkien inspiraram muitos imitadores entre autores de fantasia, incluindo seus cenários medievais. Os fãs de Tolkien [en] também criaram uma ampla variedade de materiais e atividades para se imergirem na Terra Média.

## Visão de J. R. R. Tolkien

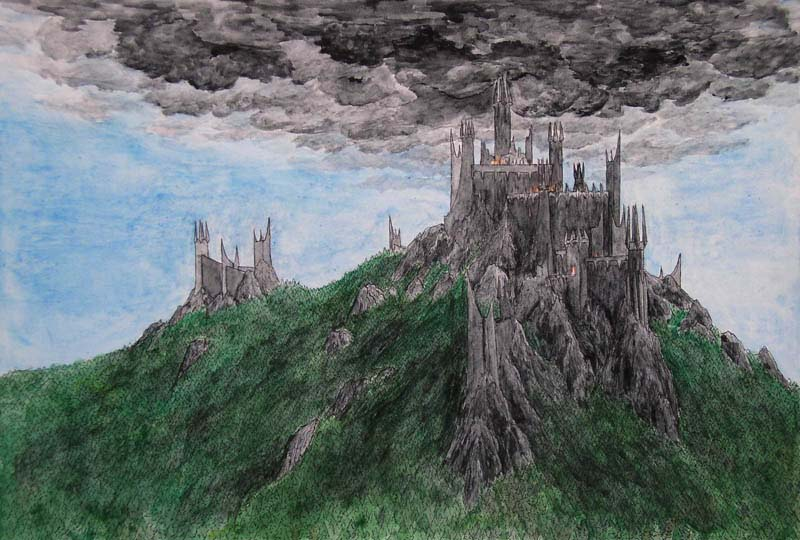
A ficção baseada em cenários convida à imersão e conexão entre seus leitores. Impressão de um fã de Tolkien de Dol Guldur, um reduto do Necromante.

J. R. R. Tolkien era um medievalista e filólogo, além de autor. Em sua palestra "Sobre Contos de Fadas [en]", ele fala de subcriação, a criação de um mundo secundário que é, de certa forma, verdadeiro para o leitor. A estudiosa de Tolkien, Johanna Brooke, comenta que a arquitetura faz parte desse mundo secundário; quanto mais diferentes do mundo primário forem os edifícios — e as tocas de hobbits são claramente diferentes —, mais difícil é para o autor criar "a consistência interna da realidade". Ela observa que a arquitetura em O Hobbit e O Senhor dos Anéis serve para destacar semelhanças e diferenças entre culturas, enfatizando a multiculturalidade da Terra Média.
A autora de fantasia e estudiosa de literatura Kim Wilkins [en] descreve a obra de Tolkien como "o início da ficção de fantasia popular, gerando inúmeros imitadores" entre autores de fantasia, incluindo seu cenário de "Europa medieval alternativa". Ela argumenta que o cenário arquitetônico é um "aspecto privilegiado" da fantasia. Em sua visão, a fantasia imersiva com um "mundo incrivelmente detalhado" é impulsionada principalmente pela "exposição e elaboração do cenário, a partir do qual a caracterização e enredos específicos do cenário são gerados", em vez de serem impulsionados por personagens ou enredo. Ela cita a descrição de Tolkien da arquitetura de Minas Tirith como claramente medieval:
| “ | Então, voltando-se novamente para o sul, [Frodo] avistou Minas Tirith. Parecia distante e bela: com muros brancos, muitas torres, orgulhosa e justa em seu assento montanhoso; suas ameias brilhavam com aço, e suas torres estavam reluzentes com muitos estandartes. A esperança cresceu em seu coração. | ” |

Ela escreve que Tolkien aqui descreve a cidade de grande distância, "afastando o leitor, sugerindo o amplo escopo e a grande escala que são prazeres-chave do gênero". Além disso, ela afirma, Tolkien cria eficazmente uma impressão de "altura e luz": a cidade é alta, bela e brilhante, sugerindo o orgulho da cidade e de seu povo.

### Tocas de hobbits
Tolkien fez seus hobbits viverem em tocas, que rapidamente se revelam confortáveis e, no caso de Bolsão, altamente desejáveis. As tocas de hobbits variam desde simples moradias subterrâneas dos mais pobres, com uma porta que leva a um túnel e talvez uma ou duas janelas, até o grande e elaborado Bolsão, com suas múltiplas adegas, despensas, cozinha, sala de jantar, sala de estar, escritório e quartos, com várias janelas voltadas para o sul, com vista para o Condado, semelhante à Inglaterra. Tolkien pode ter se inspirado nas casas de turfa da Islândia, como as de Keldur. Ele faz de Bolsão, em particular, um lugar onde, nas palavras do estudioso de Tolkien Thomas Honegger [en], "a maioria dos leitores sente-se tentada a calçar seus chinelos imaginários e se acomodar com um pedaço de bolo e um chá". Honegger argumenta que os lugares têm um papel crítico em O Senhor dos Anéis, e a função da toca segura dos hobbits é estabelecer o caráter dos "hol-bytlan (moradores de tocas), em primeiro lugar, seres estacionários com uma profunda aversão a viajar fora do Condado".
Embora Tolkien tenha fornecido descrições de Bolsão e outros edifícios dos hobbits, além de fazer desenhos e pinturas de alguns deles, ele deixou espaço para que outros, incluindo a cartógrafa Karen Wynn Fonstad [en], preenchessem os detalhes da arquitetura dos edifícios, como ao desenhar um plano de Bolsão com seus muitos cômodos para armazenamento, preparo e consumo de alimentos. Ela mostrou sua visão de um layout confortável com adegas e despensas, completo com múltiplas lareiras e chaminés, baseado nas pistas fornecidas por Tolkien em O Hobbit e O Senhor dos Anéis, mas indo além delas. Seu plano faz de Bolsão uma construção com cerca de 130 ft (39,6 m) de comprimento e até 50 ft (15,2 m) de largura, escavada na Colina. Honegger escreve que o trabalho de Fonstad contribuiu substancialmente para dar à Terra Média uma "existência independente".

### Moradias élficas
A pintura de Tolkien de 1937, Valfenda, retrata a casa élfica em um cenário montanhoso com falésias proeminentes. Nessa pintura e em esboços de diferentes perspectivas, ele mostra a casa, não fortificada, em seu vale. Ela tem uma torre quadrada com telhado de quatro águas, ao lado de um edifício maior com telhado inclinado e uma loggia com colunas e, às vezes, arcos suavemente curvados; há alguns anexos. Em O Hobbit, Bilbo e os Anães conduzem seus pôneis por um caminho íngreme até o rio de corrente rápida e cruzam "uma estreita ponte de pedra sem parapeito ... E assim, finalmente, todos chegaram à Última Casa Acolhedora, e encontraram suas portas escancaradas". Em O Senhor dos Anéis, Sam e Frodo experimentam uma casa considerável, mas, novamente, o exterior, tanto os jardins quanto a natureza selvagem, recebe destaque. Os hobbits caminham "por várias passagens e descem muitos degraus até um jardim elevado acima da margem íngreme do rio. Ele encontrou seus amigos sentados em um alpendre ao lado da casa, olhando para o leste. Sombras haviam caído no vale abaixo, mas ainda havia luz nos rostos das montanhas ao longe. O ar estava quente. O som da água correndo e caindo era alto, e a noite estava impregnada de um leve perfume de árvores e flores, como se o verão ainda se demorasse nos jardins de Elrond".
Matthew T. Dickerson [en] escreve que a casa de Elrond no vale de Valfenda representa consistentemente um santuário, um lugar que parece um lar, ao longo do legendarium de Tolkien.
| “                                                       | 'Ali estão os bosques de Lothlórien!' disse Legolas. 'É o mais belo de todos os lares do meu povo. Não há árvores como as árvores daquela terra. Pois no outono suas folhas não caem, mas tornam-se douradas. Somente na primavera, quando o novo verde se abre, elas caem, e então os galhos se carregam de flores amarelas; e o chão da floresta é dourado, e dourado é o teto, e seus pilares são de prata, pois a casca das árvores é lisa e cinzenta. Assim dizem nossas canções em Bosque Negro.' | ” |
| — de A Sociedade do Anel, Livro 2, Cap. 6, "Lothlórien" | |   |

A cidade de Lothlórien é Caras Galadhon (de galadh ("árvore")). Fundada por Amroth na Terceira Era, no coração da floresta, as moradias da cidade ficavam no topo de altas árvores mallorn; o mallorn foi trazido para aquela terra por Galadriel. A cidade ficava a "cerca de dez milhas" do ponto onde os rios Veio de Prata e Anduin se encontravam, perto da fronteira leste do reino. Nas árvores, havia muitas plataformas nas árvores, desde simples postos de guarda até moradias elaboradas. Escadas de corda eram construídas ao redor das árvores principais, e à noite a cidade era iluminada por "muitas lâmpadas" — "verdes, douradas e prateadas". A entrada da cidade ficava no lado sul.
Brooke comenta que, em Lothlórien, Tolkien incorporou sua preocupação pessoal com a natureza. Além disso, ela sugere que Lothlórien incorpora os princípios da arquitetura gótica do crítico da era vitoriana John Ruskin. Ela argumenta que a centralidade da árvore mallorn para os Elfos torna a arquitetura difícil de distinguir da natureza. Além disso, as cores prata e dourado no salão de Galadriel e Celeborn remetem tanto ao cinza-prateado dos troncos dos mallorns quanto ao círculo de árvores "dispostas em ouro pálido" em Lothlórien, e às Duas Árvores de Valinor, com os frutos dourados de Laurelin e a flor prateada de Telperion. Isso, por sua vez, implica que os Elfos de Lothlórien estão totalmente integrados ao seu ambiente florestal. Em Contos Inacabados, Tolkien fala do bosque de mallorns "tapeteado e telhado de ouro"; Brooke escreve que isso mistura os campos lexicais de descrição arquitetônica e da natureza, revelando a interconexão dos dois no reino élfico.

### Salões de pedra dos Anães
| “                                                                  | [Gandalf:] 'Agora sei onde estamos. Deve ser... a Câmara de Mazarbul; e o salão deve ser o vigésimo primeiro do lado norte. Portanto, devemos sair pelo arco leste do salão, virar à direita e ao sul, e descer. O Vigésimo Primeiro Salão deve estar no Sétimo Nível, ou seja, seis níveis acima do nível dos Portões.' | ” |
| — de A Sociedade do Anel, Livro 2, Cap. 5, "A Ponte de Khazad-dûm" | |   |

Tolkien retratou Moria, a capital central, mas perdida, dos Anães da Terra Média, como um vasto reino subterrâneo, sem descrever muito sobre sua aparência. Ele dedicou considerável esforço para retratar as Portas de Durin, o portão ocidental de Moria, criando um desenho a lápis colorido do cenário do portão ao pé de falésias verticais e quadradas ao lado do lago guardado pelo Vigia na Água, e uma ilustração finalizada em tinta dos arcos redondos das portas, completa com escrita em Tengwar [en] e emblemas dos Anães.
Alan Lee foi além em Moria, esboçando os altos salões de pedra escavados pelos Anães nas Montanhas Sombrias, com enormes colunas quadradas esculpidas e ornamentadas sustentando arcos angulados e abóbadas monolíticas de pedra.

### Salão de madeira de Rohan
Meduseld, o Salão Dourado dos Reis de Rohan, fica no centro da cidade de Edoras, no topo da colina. "Meduseld", em inglês antigo para "salão de hidromel", é uma tradução de uma palavra desconhecida em rohírico com o mesmo significado. Meduseld é baseado no salão de hidromel Heorot [en] em Beowulf; é um grande salão com telhado de palha que parece dourado de longe. As paredes são ricamente decoradas com tapeçarias que retratam a história e as lendas dos Rohirrim, servindo como casa para o Rei e seus parentes, salão de reuniões para o Rei e seus conselheiros, e local para cerimônias e festividades. Tolkien sugere as conotações heroicas do salão ao fazer Legolas descrever Meduseld em uma frase que traduz diretamente uma linha de Beowulf, "A luz dele brilha longe sobre a terra", representando líxte se léoma ofer landa fela.
Brooke comenta que Meduseld representa "uma reelaboração mais histórica da arquitetura", dadas suas evidentes raízes anglo-saxãs, enquanto Minas Tirith, de Gondor, sugere um "legado mais clássico" da história europeia. Os paralelos não implicam identidade: ao contrário dos anglo-saxões, a sociedade de Rohan é fortemente centrada no cavalo, e os Rohirrim escolhem lutar a cavalo.

### Edifícios de pedra de Gondor

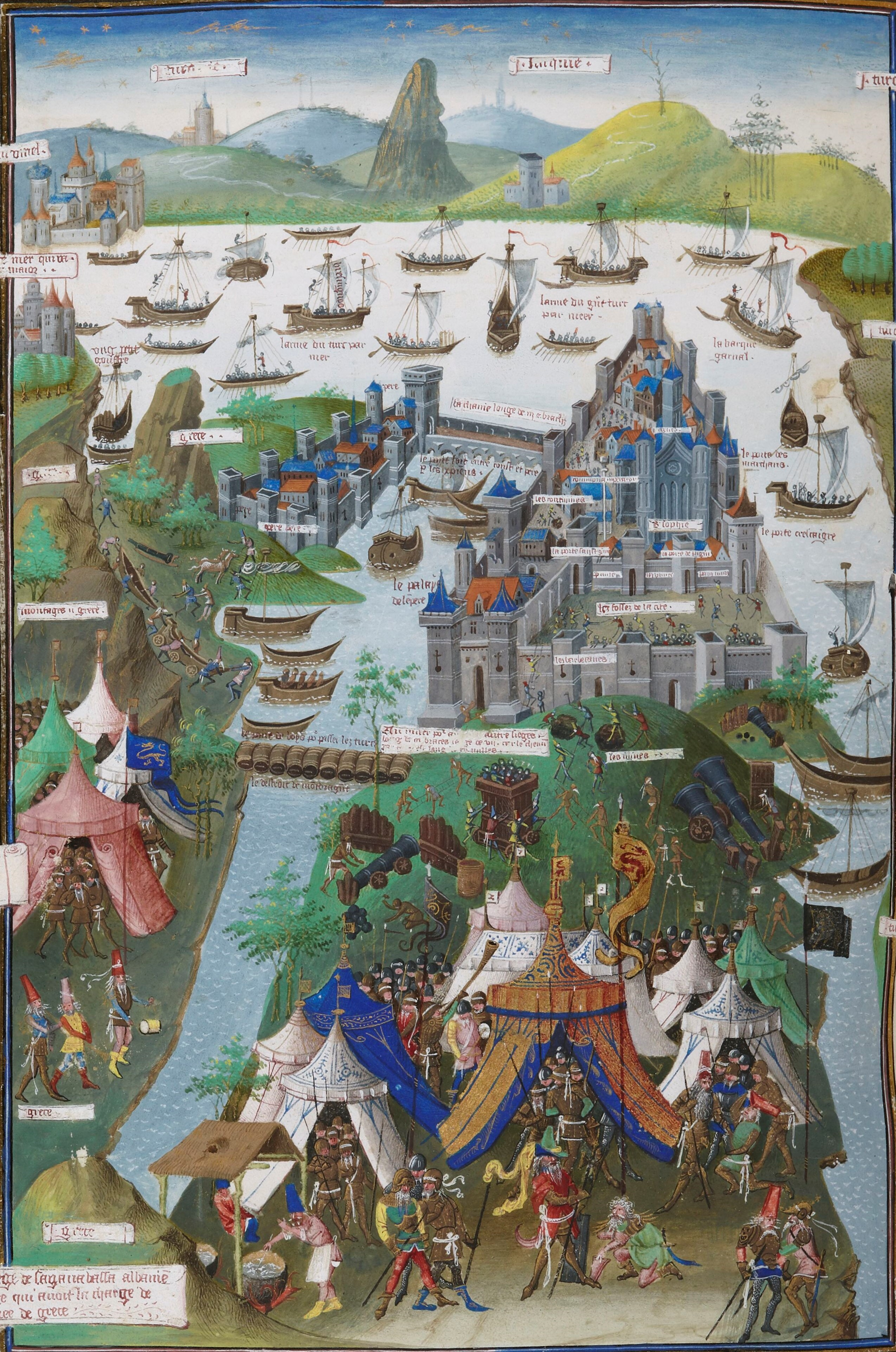
Tolkien chamou Minas Tirith de uma "Cidade Bizantina"
(Constantinopla mostrada).

A capital de Gondor era Minas Tirith. Ela tinha sete muros: cada muro possuía um portão, e cada portão voltava-se para uma direção diferente do próximo, alternando entre norte e sul. Cada nível estava cerca de 100 ft (30 m) mais alto que o anterior, e cada um era cercado por um muro alto de pedra branca, exceto o muro do Primeiro Círculo (o nível mais baixo), que era preto, construído com o mesmo material usado para Orthanc. Esse muro externo era também o mais alto, longo e forte dos sete muros da cidade; era vulnerável apenas a terremotos capazes de rachar o chão onde estava. O Grande Portão de Minas Tirith, construído de ferro e aço e guardado por torres e bastiões de pedra, era o principal portão no primeiro nível do muro da cidade. Tolkien a chamou de uma "Cidade Bizantina".
Brooke observa que, enquanto Rohan tinha um salão longo e baixo, Gondor possui uma torre alta, sugerindo defesa e habilidade arquitetônica, enquanto "sua brancura reflete a sociedade esclarecida de Gondor". Quanto aos interiores, o hobbit amante da natureza Pippin [en] vê os "altos pilares" do palácio como "monólitos ...[erguendo-se] para grandes capitéis esculpidos com muitas figuras estranhas de bestas e folhas". Brooke comenta que o hobbit reconhece a folhagem esculpida, mas acha sua expressão em pedra incongruente. Quanto às paredes, elas não têm "tapeçarias nem teias historiadas, nem nada de tecido ou de madeira", mas apenas "altas imagens gravadas em pedra fria". Mais uma vez, isso contrasta com o calor confortável de Meduseld, com seus "muitos tecidos ... pendurados nas paredes" contando as histórias de "figuras de lendas antigas".

### Torres escuras

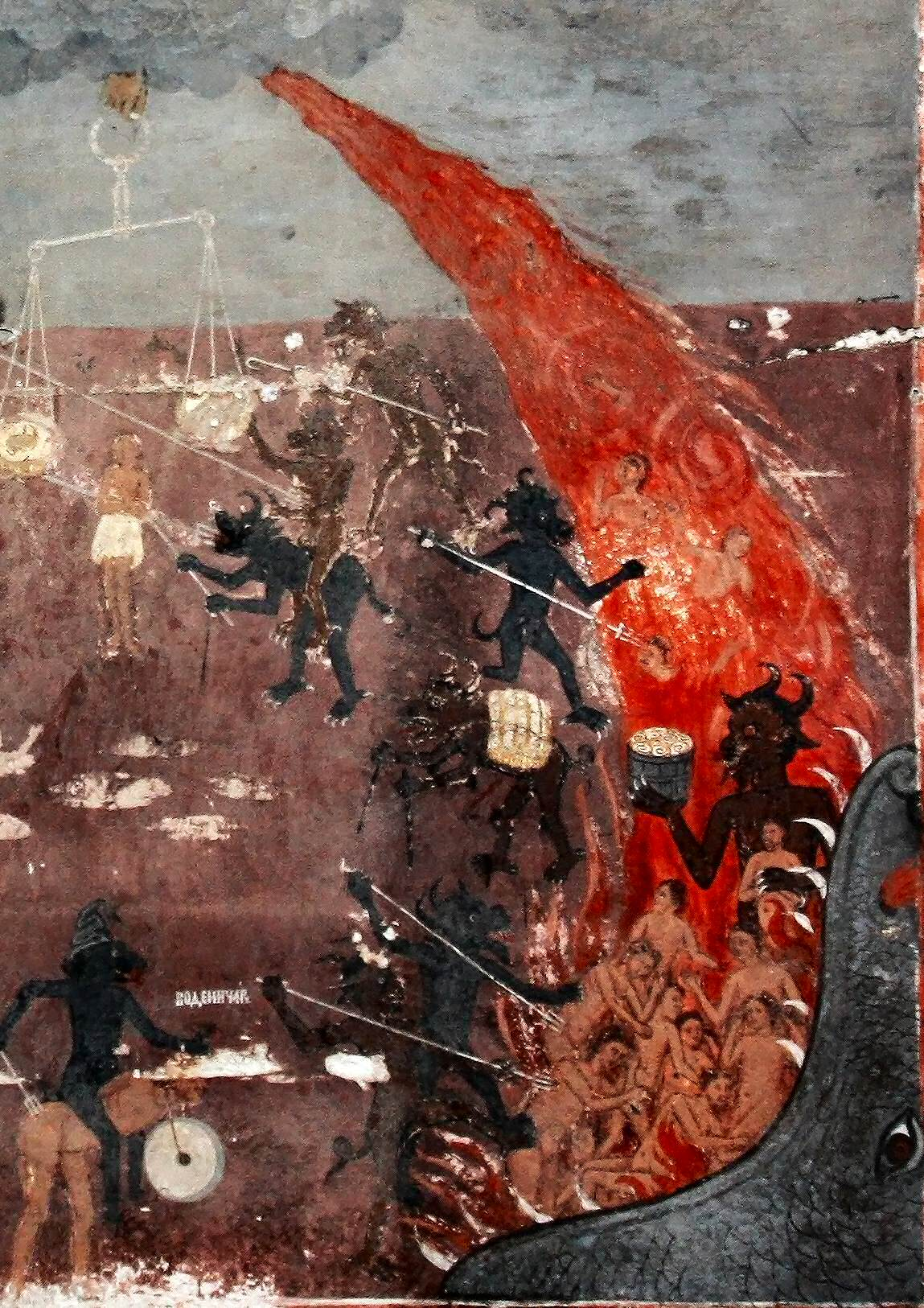
Isengard: um "inferno industrial", como Tolkien escreveu "tunelado ... escuro ... profundo ... cemitério de mortos inquietos ... fornalhas". Afresco medieval do inferno, São Nicolau em Raduil, Bulgária.

Os reinos malignos do Senhor das Trevas Sauron e do mago caído Saruman são terras devastadas ao redor de torres escuras e imponentes. A torre de Sauron é Barad-dûr, na terra vulcânica de Mordor; a de Saruman é Orthanc, no recinto industrial poluído de Isengard. David Oberhelman, em The J. R. R. Tolkien Encyclopedia, escreve que as torres de Tolkien podem significar criatividade e o desejo por transcendência e imortalidade: ou hybris, excesso e antagonismo. Ele observa que há muitas torres em O Silmarillion, significando "poder celestial". Esses lugares elevados são espelhados pelo alto monte Taniquetil, onde vivem Manwë e Varda, poderosos Valar. Esse lugar elevado, escreve Oberhelman, tem um reflexo brilhante em Amon Hen, o Assento da Visão na Terra Média, e um escuro em Barad-dûr.
Tolkien descreve Barad-dûr como uma "vasta fortaleza, arsenal, prisão, fornalha de grande poder". A fortaleza foi construída com muitas torres e estava escondida em nuvens, "erguendo-se negra, mais negra e mais escura que as vastas sombras entre as quais se erguia, os cruéis pináculos e a coroa de ferro da torre mais alta de Barad-dûr". Não podia ser vista claramente porque Sauron criava sombras ao seu redor que se espalhavam a partir da torre. Frodo vê a imensa torre de Amon Hen, a Colina da Visão, como
| “ | parede sobre parede, ameia sobre ameia, negra, imensamente forte, montanha de ferro, portão de aço, torre de adamantina... Barad-dûr, Fortaleza de Sauron. | ” |

Havia um posto de vigia, a "Janela do Olho", no topo de Barad-dûr. Esta janela era visível do Monte da Perdição, onde Frodo e Sam tiveram um vislumbre terrível do Olho de Sauron. O portão oeste de Barad-dûr é descrito como "enorme" e a ponte oeste como "uma vasta ponte de ferro".
Isengard foi, por grande parte de sua história, um lugar verde e agradável, segundo Tolkien, com muitas árvores frutíferas. Ficava em frente a Methedras, o pico mais ao sul das Montanhas Sombrias, que formava sua parede norte. O resto do perímetro consistia em um grande muro, o Anel de Isengard, rompido apenas pela entrada do rio Isen no nordeste através de uma grade levadiça e o portão de Isengard ao sul, em ambas as margens do rio. A torre de Orthanc foi construída no final da Segunda Era pelos homens de Gondor a partir de quatro colunas de rocha poligonais unidas por um processo desconhecido e depois endurecidas. Nenhuma arma conhecida poderia danificá-la. O lugar tornou-se maligno apenas após Saruman assumi-lo, enchendo-o de poços e túneis onde seus Orcs trabalhavam no subsolo com fogo e rodas. Orthanc erguia-se a mais de 500 feet (150 metres) acima da planície de Isengard e terminava em quatro picos agudos. Sua única entrada ficava no topo de uma alta escadaria, e acima dela havia uma pequena janela e varanda.
O estudioso de Tolkien Charles A. Huttar [en] chamou a cidade de Isengard de Saruman de um "inferno industrial".

## Visão de Peter Jackson

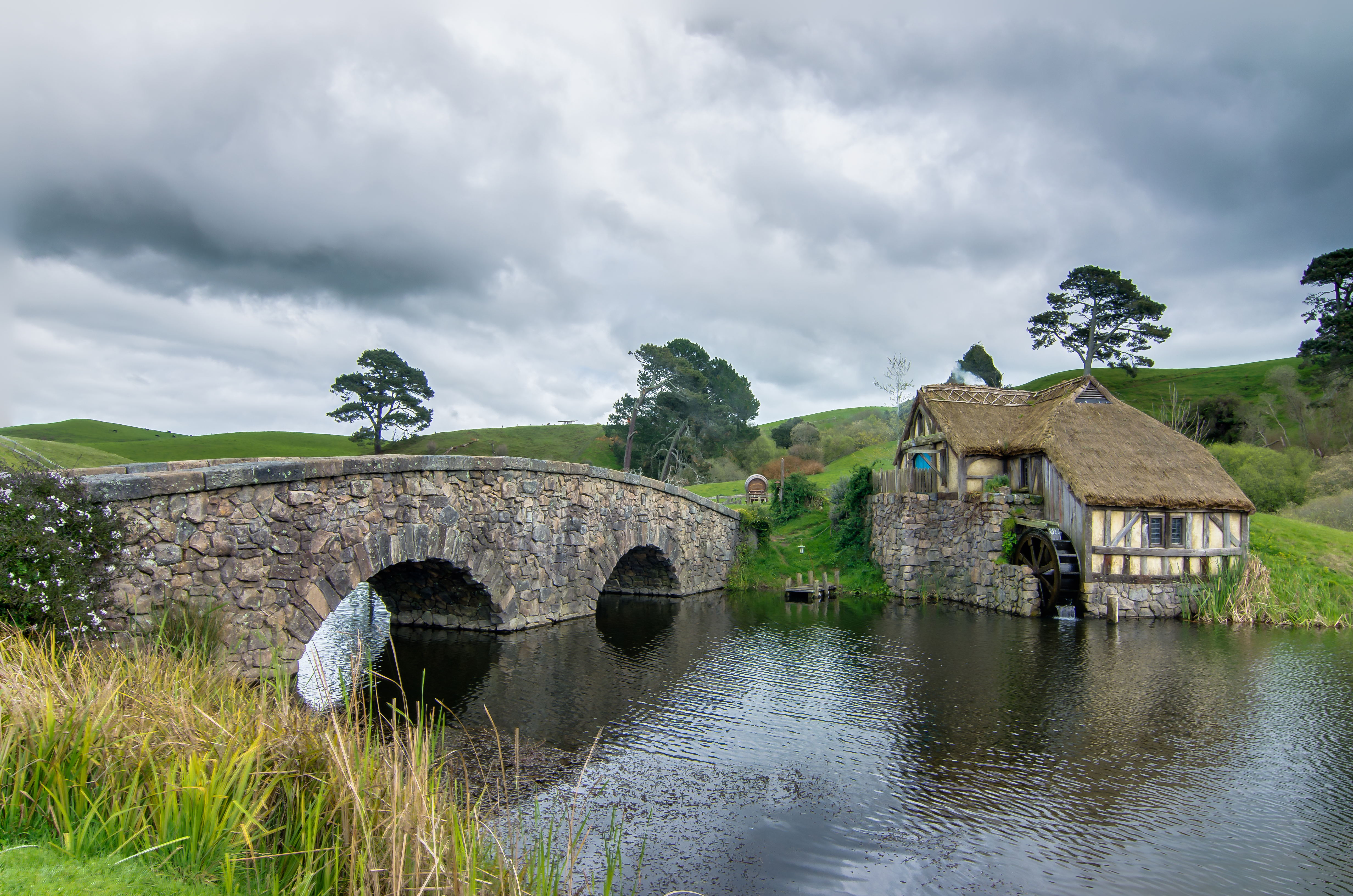
A ponte sobre O Água, perto do centro do Condado, e o moinho em Vila dos Hobbits, construídos na Nova Zelândia para a série de filmes O Senhor dos Anéis de Peter Jackson.

Peter Jackson usou cenários elaborados [en], alguns construídos em paisagens da Nova Zelândia, outros usando "bigaturas" e animação por computador, para criar uma interpretação visual da Terra Média [en] amplamente admirada por estudiosos e críticos, até mesmo aqueles que eram hostis à sua adaptação.
Os estudiosos Steven Woodward e Kostis Kourelis escrevem que Jackson fez um "uso agressivo da forma arquitetônica para contar uma história". Na visão deles, Tolkien omitiu detalhes da arquitetura; eles afirmam que a "celebrada visão arquitetônica de Jackson não se baseou no protótipo literário de Tolkien", então Jackson foi forçado a inventar seu "universo alternativo de espaços e lugares intricadamente realizados"; eles notam que O Retorno do Rei ganhou um Prêmio da Academia por sua direção de arte. Grande parte da arquitetura foi baseada nos desenhos de Alan Lee da edição do centenário de O Senhor dos Anéis, complementados por ilustrações de cenas de ação por John Howe. Woodward e Kourelis descrevem Jackson como "inteiramente conservador" em seus cenários arquitetônicos, implementando os desenhos de Lee o mais fielmente possível, em contraste marcante com as jornadas aventureiras dos personagens por suas amplas paisagens.
Por outro lado, Woodward e Kourelis afirmam que Jackson foi sensível ao uso de Tolkien da "iconicidade da imagem" para indicar significado na história. Eles escrevem que o mundo natural e o ambiente construído fluem juntos, seja para transmitir um idílio ou um pesadelo. Assim,
| “ | as casas dos hobbits do Condado são moldadas sob os contornos de colinas suavemente onduladas; ... a cidade humana de Minas Tirith toma a lógica de sua forma e defesas do pico rochoso que circunda. ... [enquanto] as torres de Saruman e Sauron se erguem abruptamente de planícies desoladas sobre as quais exercem controle panóptico. | ” |

Esse espelhamento da psicologia na arquitetura depende tanto da forma externa quanto do design de interiores. Bolsão tem painéis de madeira vernácula britânica confortáveis, enquanto as moradias dos Elfos são projetadas com o naturalismo intricadamente curvo do Art Nouveau. O estudioso de humanidades Brian Rosebury comenta que Jackson apresenta os Elfos como sofisticados, enquanto Tolkien os fazia próximos à natureza. Mesmo assim, ele escreve, a Valfenda do filme tem "arquitetura e ornamentos dominados por motivos naturais", sugerindo "integração com a natureza, mas a um passo de distância", algo que funciona bem para o "idílio semelhante a Portmeirion [en]" da Valfenda retratada. Rosebury descreve o design como "pós-Ruskiniano", como nas pinturas pré-rafaelitas, nos desenhos Arts & Crafts de William Morris e nos detalhes arquitetônicos do Art nouveau. Eles diferem das próprias ilustrações de Tolkien [en], mas de uma forma, sugere Rosebury, que Tolkien teria gostado, pois corresponde à sua aversão à manufatura industrializada. Os esboços de Lee de Valfenda fornecem mais detalhes que os de Tolkien, com as vistas internas estruturadas por luz e madeiras curvas delicadas e móveis no estilo Art Nouveau.
Os reinos malignos têm, na visão de Woodward e Kourelis, "as formas metálicas escuras de um grotesco ultra-gótico, evocando cavernas, poças escuras, arcos abobadados iluminados por luz de fogo", sugerindo tortura, contrastando com a assinatura arqueológica heroica de Gondor de monumentos medievais: vastos trechos de mármore branco, alvenaria de silhar, elevações de desenhista." Eles comentam que "sem [o] uso de uma tipologia arquitetônica [para Minas Tirith], a natureza exata do conflito na Terra Média provavelmente permaneceria incerta." Finalmente, o Salão Dourado de Meduseld de Rohan tem "estábulos ricamente decorados condizentes com uma cultura baseada em cavalos", tornados grandiosos com "ornamentação dourada celta" e motivos de cavalos; Lee baseou seus desenhos no salão de hidromel Heorot em Beowulf.
Woodward e Kourelis concluem citando a descrição de Tolkien em sua palestra de 1936 "Beowulf: Os Monstros e os Críticos" do "espaço histórico" em Beowulf, afirmando que poderia ser aplicado sem reservas à extraordinária visão espacial dos filmes de Jackson:
| “ | O conjunto deve ter tido um sucesso admirável em criar nas mentes dos contemporâneos do poeta a ilusão de contemplar um passado, pagão, mas nobre e carregado de profundo significado — um passado que em si mesmo tinha profundidade [en] e alcançava para trás em uma antiguidade sombria de tristeza. | ” |

## Visão de J. D. Payne e Patrick McKay
Os showrunners J. D. Payne e Patrick McKay [en] desenvolveram e produziram O Senhor dos Anéis: Os Anéis do Poder. A série é baseada em pistas em O Senhor dos Anéis sobre eventos ambientados principalmente na Segunda Era anterior. Locais da Terra Média usados incluem um porto no reino insular dos Homens de Númenor — lembrando a lenda de Atlântida ao ser perdido sob as ondas no final da Segunda Era; e o reino élfico de Lindon, tudo o que restou da região élfica de Beleriand, destruída no final da Primeira Era. Payne e McKay criaram arquiteturas para ajudar a transmitir o caráter de cada raça envolvida na história. Howe preparou 40 cadernos de esboços cheios de desenhos para o projeto.
O cenário de Númenor foi descrito como "uma cidade inteira à beira-mar" com edifícios, becos, santuários, grafites e um navio atracado no porto. O designer de produção Ramsey Avery usou diferentes estilos para cada local: as "estruturas de mármore imponentes" de Númenor foram inspiradas pela Grécia Antiga e Veneza, enquanto ele usou a cor azul para refletir a ênfase da cultura em água e navegação; Lindon foi inspirado pela Arquitetura gótica, com "colunas semelhantes a árvores e detalhes arbóreos" para refletir o amor dos Elfos pela natureza.

### J. R. R. Tolkien
1. 1 2  (Tolkien 1954, livro 2, cap. 10 "A Dissolução da Sociedade")
2. ↑  (Tolkien 1954a, Livro 2, cap. 1 "Muitas Reuniões")
3. 1 2  (Tolkien 1954a, Livro 2, cap. 8 "Adeus a Lórien")
4. ↑  (Tolkien 1954a, Livro 2, cap. 6 "Lothlórien")
5. ↑  (Tolkien 1954a, Livro 2, cap. 7 "O Espelho de Galadriel")
6. ↑  (Tolkien 1980, "Uma Descrição de Númenor")
7. 1 2 3 4  (Tolkien 1954, livro 3, cap. 6 "O Rei do Salão Dourado")
8. ↑  (Tolkien 1955, livro 5, cap. 4 "O Cerco de Gondor")
9. 1 2 3 4  (Tolkien 1954, livro 6, cap. 3 "Monte da Perdição")
10. 1 2 3 4  (Tolkien 1954, livro 3, cap. 8 "O Caminho para Isengard")
11. 1 2  (Tolkien 1954, livro 3, cap. 10 "A Voz de Saruman")
12. ↑  (Tolkien 1954, livro 3, cap. 9 "Restos e Resquícios")
13. ↑  (Tolkien 1936, pp. 245–295)

- Tolkien, J. R. R. (1936). «Beowulf: The Monsters and the Critics. The Sir Israel Gollancz Memorial Lecture» [Beowulf: Os Monstros e os Críticos. A Palestra Memorial Sir Israel Gollancz]. Proceedings of the British Academy: 245–295
- Tolkien, J. R. R. (1954a). The Fellowship of the Ring [A Sociedade do Anel]. [S.l.]: George Allen & Unwin
- Tolkien, J. R. R. (1954). The Two Towers [As Duas Torres]. [S.l.]: George Allen & Unwin
- Tolkien, J. R. R. (1955). The Return of the King [O Retorno do Rei]. [S.l.]: George Allen & Unwin
- Tolkien, J. R. R. (1980). Unfinished Tales [Contos Inacabados]. [S.l.]: George Allen & Unwin
- Tolkien, J. R. R. (1982). The Road to Middle-earth [O Caminho para a Terra-média]. [S.l.]: George Allen & Unwin